# Дебост, Мишель
Мише́ль Дебо́ст (фр. Michel Debost; род. 1934, Париж) — французский флейтист и музыкальный педагог.
Окончил Парижскую консерваторию (1954), ученик Гастона Крюнеля; занимался также под руководством Марселя Моиза. Обладатель первых премий Международного музыкального фестиваля «Пражская весна» (1959) и Международного конкурса исполнителей в Женеве (1961), лауреат международных конкурсов в Москве (1957) и Мюнхене (1960, 1964). С 1960 г. первая флейта Оркестра концертного общества Парижской консерватории, затем с 1967 по 1990 гг. — созданного на его основе Оркестра Парижа. В 1982 г. сменил Жана Пьера Рампаля на посту профессора флейты Парижской консерватории. С 1990 г. профессор Оберлинской консерватории в США.
Дебост является многолетним колумнистом международного журнала «Flute Talk». В 1996 г. он опубликовал книгу «Простая флейта» (фр. Une Simple Flûte), в дальнейшем изданную также в английском и японском переводах.